# Entomophthora muscae
Espèce
Entomophthora muscae (anciennement Empusa muscae) est une espèce de champignons qui est un parasite obligé de la mouche domestique, son hôte naturel, qui les digère et modifie leur comportement avant de causer leur mort. Il les envahit de son mycélium, les condamnant en quelques jours. Après la mort de l'insecte, le responsable s'extériorise en élaborant un halo mycélien externe autour du cadavre, immobilisé collé à une vitre ou une herbe, par exemple.
D'autres espèces sont également attaquées, et on considère aujourd'hui qu'il s'agit d'un complexe d'espèces cryptiques,.
On appelle muscardine l'attaque d'un insecte par des champignons.

## Cycle de vie
Le champignon se développe par temps chaud et humide, souvent à la fin de l'été, et lors de développements de population importants de son hôte. La mouche est contaminée soit par contact avec une mouche déjà infectée, soit avec un spore, éjecté par les conidies du champignon à la fin du cycle. 
Le champignon produit des filaments qui digèrent les tissus, ainsi que des cellules libres mais sans membrane, des protoplastes, qui circulent dans le fluide de l'animal et s'installent partout, produisant ensuite à leur tour des filaments. Au bout d'une trentaine d'heures, l'infection est généralisée. Après 5 à 8 jours, la mouche meurt, après avoir été conduite à s'accrocher à un support en hauteur. Des rhizoïdes, filaments fixateurs, sortent par la trompe et attachent la mouche au support. La mouche adopte une posture particulière, les pattes étendues, les ailes relevées et l'abdomen redressé. Cette position favorise la dispersion des spores.
Puis les organes reproducteurs se développent autour du corps de la mouche, entre les segments, où ils vont expulser les spores pour permettre la reproduction.
Les spores peuvent survivre quelques jours après leur expulsion, et produire à leur tour des conidies secondaires. Des éléments peuvent également entrer en dormance dans le corps de la mouche pour attendre l'hibernation et se réveiller au printemps suivant.
On a étudié que les mâles étaient spécifiquement attirés par l'abdomen gonflé des femelles infectées et mortes, et pourraient l'être également par des substances chimiques produites. Ces mécanismes utiliseraient comme un leurre les mécanismes d'attraction sexuelle pour assurer la reproduction du champignon,.

## Systématique
Le nom correct complet (avec auteur) de ce taxon est Entomophthora muscae (Cohn) Fresen., 1856.
L'espèce a été initialement classée dans le genre Empusa sous le basionyme Empusa muscae Cohn, 1855. 

### Étymologie
« Entomophthora » signifie « qui détruit les insectes »,  du grec ancien entomo-, « insecte », et phthore, « détruire ». « Muscae » vient de musca, « mouche » en latin. 

### Publications originales
- Sous le taxon Empusa muscae :
  - (de) Ferdinand Cohn, « Empusa Muscae und die Krankheit der Stubenfliegen », Hedwigia, Dresde, Inconnu, C. Heinrich (d) et inconnu, vol. 1, no 10,‎ 1855, p. 57-61 (ISSN 0367-5734, OCLC 1751936, lire en ligne).
- Sous le taxon Entomophthora muscae :
  - (de) G. Fresenius, « Notiz, Insecten-Pilze betreffend », Botanische Zeitung, vol. 14,‎ 1856, p. 882-883 (ISSN 2509-615X, lire en ligne).